# Zodiacris
Zodiacris is een geslacht van rechtvleugeligen uit de familie veldsprinkhanen (Acrididae). De wetenschappelijke naam van dit geslacht is voor het eerst geldig gepubliceerd in 1980 door Descamps.

## Soorten
Het geslacht Zodiacris omvat de volgende soorten:
- Zodiacris fibulifer Descamps, 1980
- Zodiacris rubidipennis Descamps, 1980